# Пещерна
Пещерна е село в Северна България, област Ловеч, община Луковит.

## Етимология
Името на селото произлиза от близката пещера, която е разположена в гората, на 15 минути пеш от центъра на селото. От нея извира ледено студена вода, която някога жителите са използвали за пиене и за битови нужди. 

## География
Пещерна се намира в подножието на Централен Предбалкан на 18 км от град Тетевен, на 55 км от Ловеч, на 25 км от Луковит, на 108 км североизточно от София, както и на 3 км от главната пътна артерия София – Варна. Селото е разположено в непосредствена близост до река Вит, която извира от Тетевенския Балкан. 
Умереноконтиненталният климат в съчетание с черноземни и алувиално-ливадни (наносни) почви по поречието на Вит са благоприятни за развитието на земеделие. В района преобладава широколистна – горска и храстовидна – растителност, а на по-високите места се среща и иглолистна. Релефът около селото е смесен (хълмисто-равнинен), и в съчетание с климата, природните и културно-историческите забележителности на  района е подходящ за развитие на селски, културен и ловно-рибарски туризъм.

## История
Първите български заселници на село Пещерна датират от края на 1877 г. по времето на Руско-турската война (1877 – 1878). Корените на населението основно са от Тетевенския Балкан и по-малко от близките населени места.
Към 1881 година в селото живеят 254 помаци.

## Население
Численост и дял на етническите групи според преброяването на населението през 2011 г.:
|                     | Численост | Дял (в %) |
| Общо                | 147       | 100,00    |
| Българи             | 132       | 89,79     |
| Турци               | 3         | 2,04      |
| Цигани              | 12        | 8,16      |
| Други               | 0         | 0,00      |
| Не се самоопределят | 0         | 0,00      |
| Неотговорили        | 0         | 0,00      |

## Забележителности
В близост до селото на около 8 км се намира пещерата Съева дупка. 
Друг туристически обект в района е Гложенският манастир „Свети Великомъченик Георги Победоносец“. Манастирът се намира на около 25 км от с. Пещерна.

## Редовни събития
На 2 август се чества празника „Св. Илия“, който е празник и на с. Пещерна. Традиционно всяка година местните жители отпразнуват този обичай по различен начин, като се събират роднини, приятели и гости на селото.